# Small Form Factor

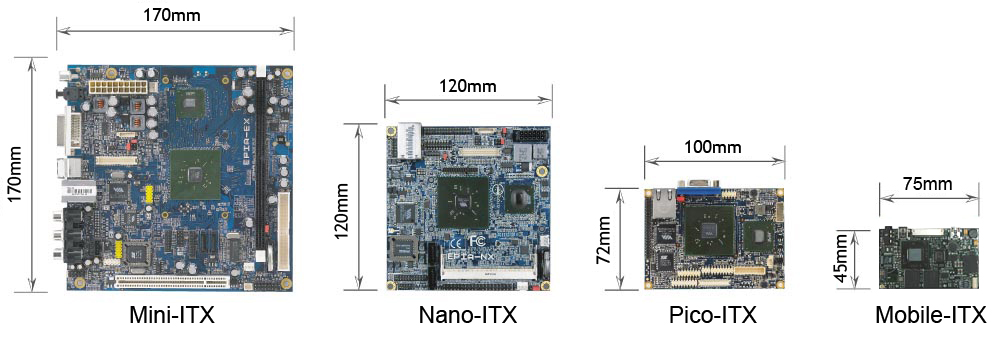
Mini-ITX-Platinen im Vergleich zu anderen Mainboard-Größen (Stand 2007)

Small form factor (SFF) ist eine englische Bezeichnung für Computer, die in Gehäusen betrieben werden, die kleiner als gewöhnliche Computergehäuse sind. Obwohl der Bezeichnung keine genaue Definition zugrunde liegt, werden hierunter typischerweise Gehäuse gefasst, die kleinere Maße als solche Computer besitzen, die mit einem ATX-Mainboard betrieben werden.
Typischerweise fallen hierunter sogenannte Racks, Blade-Server und Industriecomputer, die für den Einsatz in Rechenzentren und Fabriken konzipiert wurden, weniger für den Einsatz in einer Wohn- und Büroumgebung.
Die Größe solcher Computer ist sehr unterschiedlich und kann von einem Volumen von einem halben Liter bis 30 Liter reichen.
Auch die Gehäuseformen variieren stark und umfassen beispielsweise Würfel, kleine Towergehäuse und Gehäuse, die durch ihre Größe und Gestaltung an Heimkino/Audioelektronik wie beispielsweise AV-Receiver oder Videorecorder erinnern (sogenannte HTPCs).

## Verwendung
Da SFF-PCs nur kleine Motherboards verwenden, können sie deutlich kleiner als gewöhnliche Computer sein und werden daher oft an Orten mit geringem Platzangebot betrieben. Außerdem werden sie zunehmend im Wohnzimmer als HTPC verwendet. Ferner finden sie Einsatz als leicht transportable Computer für LAN-Partys. Viele Nutzer schätzen die ästhetischen und ergonomischen Vorteile kleiner Computer, die im Gegensatz zu gewöhnlichen Rechnern auch auf Schreibtischen gelagert werden können.

## Eigenschaften
SFF-PCs haben für gewöhnlich dieselben Funktionen wie andere moderne Desktopcomputer, allerdings existieren Einschränkungen durch ihre geringe Größe.
Meist basieren sie auf einem x86-System, verwenden normale CPUs.
In den 2000er Jahren waren noch normaler Arbeitsspeicher, 3,5-Zoll-Festplatten sowie häufig optische SlimLine-Laufwerke (CD- und DVD-Laufwerk) in Verwendung. Hingegen sind Ende der 2010er Jahre SoC-Prozessoren, platzsparende SODIMM und 2,5-Zoll-Festplatten oder noch kleinere Bauformen wie M.2 üblich. Bei Würfelform mit Außenabmessungen von 130 mm ist der Einbau eins SlimLine-Laufwerks (128 × 129 mm) nicht mehr möglich. Es sind USB-Anschlüsse für den Anschluss eines externen optischen Laufwerks sowie anderer externer Speichermedien vorhanden.
Einschränkungen betreffen meist die Möglichkeiten der Aufrüstung, häufig ist lediglich der Einbau eines einzigen optischen Laufwerks und nur einer Festplatte möglich.
Ferner ist regelmäßig die Kühlung ein Problem, da gewöhnliche CPU-Lüfter nicht in jedem Fall in einen solchen PC passen, außerdem ist die Zahl der Erweiterungssteckplätze für gewöhnlich auf einen (1) bis vier (4) begrenzt, diese müssen außerdem häufig kleiner als gewöhnliche Erweiterungssteckkarten sein. Aus diesem Grund sind Prozessoren mit geringer thermischer Verlustleistung TDP wie beispielsweise 10 oder 15 Watt beliebt.
Obwohl meist ein nicht-standardisiertes Format für das Motherboard verwendet wird, kann man die oben abgebildeten Abmessungen und Mini-ATX häufiger antreffen.

## Arten von Computern mit SFF
Derzeit sind verschiedenste Computer mit kleiner Gehäusegröße verbreitet.
Zu den bekanntesten gehören:
- PCs der Nettop-Klasse
- XPC-Reihe von Shuttle Inc. und Nachahmerprodukte, üblicherweise mit Mini-ATX-Boards und oft ungenau als Barebones bezeichnet
  - Je nach Definition kann man auch die daran angelehnten Micro-ITX-Gehäuse in Würfelform (z. B. Thermaltake Lanbox) als SFF zählen.
- Raspberry Pi
- Apple Mac mini
- Intel NUC, Next Unit of Computing